# Шайхисламов, Кадир Абрарович
Шайхисламов Кадир Абрарович (18 ноября 1928, Уразаево, Подлубовский сельсовет — 4 июля 2015, Карабаш, Челябинская область) — бригадир проходчиков шахты «Центральная» Карабашского меднорудного комбината, Герой Социалистического Труда (1961).

## Биография
Родился в 1928 году в деревне Уразаево Республики Башкортостан.
В 1948 году окончил карабашское РУ № 24 и был направлен на работу на шахту «Центральная». В 1949 назначен бригадиром комсомольско-молодежной бригады, которая первой на шахте применила метод одновременной работы в нескольких забоях и освоила быстроударные телескопные перфораторы. После обучения на курсах мастеров при Свердловском институте в 1951 году назначен сменным мастером. В 1957 году вернулся в забой бригадиром. В 1958 впервые на шахте применил систему магазинирования руды с отбойкой скважин глубокими взрывами. Это позволило увеличить производительность труда в бригаде на 47 % (в 1959 ей присвоено звание «Бригада коммунистического труда»).
В 1964—1984 годах Шайхисламов работал крепильщиком. Избирался членом Комитета профсоюза шахты, народным заседателем Карабашского городского суда, депутатом городского Совета.

## Награды
- медаль «Серп и Молот» (1961);
- орден Ленина (1961);
- медаль «За трудовую доблесть» (1954);
- медаль «За трудовое отличие» (1955);
- Медаль «В ознаменование 100-летия со дня рождения Владимира Ильича Ленина» (1970);
- медаль «За доблестный труд в Великой Отечественной войне 1941—1945 гг.» (1945);
- Почётная грамота Министерства цветной металлургии СССР (1958);
- Почётный гражданин г. Карабаша (1977);
- Почётный горняк РСФСР (1965).